# Sensibilité (électronique)
Pour les articles homonymes, voir Sensibilité.
La sensibilité d'un dispositif électronique, tel qu'un système de communication récepteur, ou un appareil de détection, tel qu'une diode PIN, est la magnitude minimum du signal d'entrée nécessaire pour produire un signal de sortie selon un critère défini (exemple : rapport signal-à-bruit).
La sensibilité est parfois mal utilisée en tant que synonyme de la réceptivité.
La sensibilité d'un récepteur est normalement définie comme le minimum du signal d'entrée  nécessaire pour produire un certain rapport signal sur bruit S/N à la sortie du récepteur, et est définie comme la moyenne de la puissance de bruit à l'entrée du récepteur multiplié par le rapport signal-à-bruit requis en sortie du récepteur :

où 
' = sensibilité [W]
k = constante de Boltzmann
= Température équivalente de bruit [K] de la source (exemple : une antenne) à l'entrée du récepteur
= Température équivalente de bruit [K] du récepteur référée à l'entrée du récepteur
B = largeur de bande [Hz]
' = SNR requis à la sortie [-]
Parce que la sensibilité du récepteur indique la puissance minimale atteignable par un signal d'entrée pour être bien reçu par le récepteur, plus la sensibilité est basse, meilleure elle est. Une faible puissance pour un rapport signal sur bruit donné signifie une meilleure sensibilité, car la contribution du récepteur est alors plus réduite. Lorsque la puissance est exprimée en dBm, plus sa valeur absolue est élevée, meilleure est la sensibilité. 